# Musée du Septennat
Das Musée du Septennat in der burgundischen Stadt Château-Chinon, untergebracht in einem der ehemaligen Wirtschaftsgebäude des Schlosses, beherbergt ein Regionalmuseum, das die Geschichte, Geographie, Flora und Fauna und das lokale Brauchtum in der Region erläutert.
Wichtigster Teil ist jedoch die ständige Ausstellung zum Leben und Wirken von François Mitterrand, der von 1959 bis 1981 Bürgermeister von Château-Chinon und danach Französischer Staatspräsident war. Das Wort Septennat verweist auf die damals übliche Amtszeit von sieben Jahren.
Neben historischen Dokumenten und Fotografien werden auch persönliche Gegenstände Mitterrands, darunter Bücher und Schreibutensilien, aber auch die zahlreichen Geschenke von Staatsgästen aus aller Welt präsentiert. Darunter finden sich kostbare Stücke aus der Bundesrepublik Deutschland und DDR, aber auch aus der UdSSR, China, den USA, Australien, Syrien und Senegal.